# Liste von Größenordnungen der Zeit
Für die quantitative Angabe einer Zeit wird unterschieden in eine Zeitspanne (Dauer), deren Nullpunkt durch ein spezielles, jeweils einzeln bekanntes Ereignis festgelegt ist, und einem Zeitpunkt in Bezug zu einem willkürlich festgelegten, aber durch Konvention bekannten Nullpunkt (z. B. „Christi Geburt“ oder „Mitternacht“).
Diese Liste ist eine Zusammenstellung von Zeitspannen verschiedener Größenordnungen zu Vergleichszwecken. Die Angaben sind oft als „typische Werte“ zu verstehen, die gerundet sind.
	
Basiseinheit der Zeit im internationalen Einheitensystem (SI) ist die Sekunde (Einheitenzeichen s).
Weitere im Folgenden verwendete Einheiten sind:
- 1 min = 60 s (Minute)
- 1 h = 3600 s (Stunde)
- 1 d = 86 400 s (Tag)
- 1 a = 365,2425 d = 31 556 952 s (Jahr – von der IAU empfohlene Definition)

Diese Einheiten gehören nicht zum SI, aber min, h und d sind zur Verwendung mit dem SI zugelassen. Für das Jahr gibt es verschiedene Definitionen, aber die geringen Unterschiede sind hier irrelevant.
Unter den Zeiteinheiten können Vorsätze für Maßeinheiten nur mit der Sekunde benutzt werden, wobei Vorsätze für Vielfache unüblich sind.

## Kürzere Zeiten als 10−27s (< 1rs)
- 5.4e-44 s – Planck-Zeit. Bei Zeiten dieser Größenordnung endet der Gültigkeitsbereich der etablierten physikalischen Theorien. Manche Erweiterungen gehen davon aus, dass die Zeit in dieser Größenordnung quantisiert ist.

## Rontosekunden – rs
1 Rontosekunde = 10−27 s = 1000 qs
- 260 rs (2.6e-25 s) – mittlere Lebensdauer des Z-Bosons

## Yoktosekunden – ys
1 Yoktosekunde = 10−24 s = 1000 rs
- 155 ys (1.55e-22 s) – mittlere Lebensdauer des φ-Mesons

## Zeptosekunden – zs
1 Zeptosekunde = 10−21 s = 1000 ys
- 250 zs (2.5e-19 s) – kleinstes derzeit messbares Zeitintervall:[2] innerhalb dieses Zeitraums durchfliegt ein Photon ein Wasserstoffmolekül.[3][4][5]

## Attosekunden – as
1 Attosekunde = 10−18 s = 1000 zs
- 67 as (6.7e-17 s) – kürzeste bislang erzeugte elektromagnetische Impulse mittels Attosekundenlaser

## Femtosekunden – fs
1 Femtosekunde = 10−15 s = 1000 as
- 1,3 bis 2,6 fs (Bereich 1,3 bis 2.6e-15 s) – Periodendauer des sichtbaren Lichts

## Pikosekunden – ps
1 Pikosekunde = 10−12 s = 1000 fs
- 0,2 ps (2e-13 s) – schnellste chemische Reaktionen, beispielsweise Reaktion der Pigmente im Auge auf Licht

## Nanosekunden – ns
1 Nanosekunde = 10−9 s = 1000 ps
- 1 ns (1e-9 s) – Taktzeit für einen Prozessor mit 1 GHz Taktfrequenz
- 3,3 ns (3.3e-9) – Zeit, in der Licht eine Strecke von 1 m durchläuft

## Mikrosekunden – μs
1 Mikrosekunde = 10−6 s = 1000 ns
- 1 μs – Blitzdauer eines handelsüblichen Hochgeschwindigkeits-Stroboskops
- 2,2 μs – mittlere Lebensdauer des Myons
- 22,7 μs – Abtastintervall bei digitalen Tonaufnahmen in CD-Qualität (Abtastrate 44,1 kHz)
- 60 μs – Periodendauer des höchsten hörbaren Tones bei Menschen (Frequenz 16 kHz)
- 125 μs – Abtastintervall für Tonaufnahmen in Telefon-Qualität (Abtastrate 8 kHz)

## Millisekunden – ms
1 Millisekunde = 10−3 s = 1000 μs
- 1 ms – typische Blitzdauer bei Foto-Blitzgeräten
- 2,27 ms – Periodendauer des Kammertons (a′) in der Musik (440 Hz)
- 3 ms – Flügelschlag einer Stubenfliege
- 8 ms – Verschlusszeit einer Fotokamera bei Einstellung „125“ (1/125 Sekunde)
- 50 ms – Periodendauer des tiefsten hörbaren Tones (Frequenz 20 Hz)
- 100 ms – menschlicher Wimpernschlag; menschliche Reaktionszeit
- 128 ms – Periodendauer einer elektromagnetischen stehenden Welle, die rund um die Erde verläuft (siehe Schumann-Resonanz)
- >100 ms – Dauer eines Blitzes als Wettererscheinung. Der typische Negativblitz besteht aus mehreren Hauptentladungen von je 30 μs.
- 200–670 ms – ein Beat in zeitgenössischer Tanzmusik

## Sekunden – s
1 Sekunde = 1000 ms
- 1 s – Herzschlag (durchschnittlicher Herztakt von erwachsenen Menschen in Ruhe)
- 1,26 s – Laufzeit von Licht zwischen Erde und Mond
- 5 s – Dauer eines typischen Atemzuges bei erwachsenen Menschen
- 9,58 s – Weltrekord im 100-Meter-Lauf der Herren (Stand März 2014)
- 10,49 s – Weltrekord im 100-Meter-Lauf der Frauen (Stand März 2014)
- 30 s – durchschnittliche Länge eines TV-Werbespots

## Minuten – min
1 Minute = 60 s
- 420 s = 7 min – „Al dente“-Kochzeit für Hartweizennudeln
- 500 s = 8 min 20 s – Laufzeit von Licht zwischen Sonne und Erde
- 880 s = 14 min 40 s – Mittlere Lebensdauer des Neutrons
- 43 min – Laufzeit von Licht zwischen Sonne und Jupiter

## Stunden – h
1 Stunde = 60 min = 3600 s
- 70 min = 1 h 10 min – typische Aufführungsdauer der 9. Sinfonie von Beethoven
- 90 min = 1,5 h – Umlaufzeit von Raumstationen
- 4,2 h – Laufzeit von Licht zwischen Sonne und Neptun, dem äußersten Planet des Sonnensystems
- 8 h – typische Arbeitszeit in westlichen Ländern; typischer täglicher Schlafbedarf erwachsener Menschen
- 23 h 56 min 4 s – Dauer einer Umdrehung der Erde um ihre eigene Achse

## Tage – d
1 Tag = 24 h = 86400 s
- 3,8 d – Halbwertszeit des Isotops Radon-222 (Radonbelastung)
- 5 d – eine Arbeitswoche in westlichen Ländern
- 7 d = 1 Woche
- 27,3 d – ein siderischer Monat (Dauer der Eigenrotation des Mondes)
- 29,5 d – mittlerer synodischer Monat (Periode der Mondphasen)
- 30 d = 1 Gesetzlicher Monat in Deutschland (nach § 191 BGB)
- 87 d 23 h – Umlaufdauer des Planeten Merkur um die Sonne
- 280 d – durchschnittliche Dauer einer menschlichen Schwangerschaft

## Jahre – a
1 Tropisches Jahr ≈ 365,2422 d ≈ 31.556.925 s (mittleres Sonnenjahr für die Zeit von einer Frühlings-Tagundnachtgleiche zur nächsten)

1 Julianisches Jahr = 365,25 d = 31.557.600 s (verwendet in der Astronomie)
- 1,88 a – Umlaufdauer des Planeten Mars um die Sonne
- 3 a – typisch nominelle Bachelorstudiendauer
- 4 a – Periode von Olympiade und Fußball-Weltmeisterschaft
- 4,22 a – Laufzeit von Licht zwischen Sonne und dem nächsten Fixstern Proxima Centauri

## Jahrzehnte
1 Jahrzehnt = 10 a
- 11 a – Aktivitätszyklus der Sonnenflecken
- 11,9 a – Umlaufdauer des Planeten Jupiter um die Sonne
- 47,8 a – Dauer des Bestehens des Deutschen Kaiserreichs
- 80 a – durchschnittliche menschliche Lebenserwartung in der westlichen Welt

## Jahrhunderte
1 Jahrhundert = 100 a
- 122 a – höchste bekannte menschliche Lebensdauer
- 165 a – Umlaufdauer des Planeten Neptun um die Sonne
- 600 a – Dauer des antiken Griechenlands

## Jahrtausende
1 Jahrtausend = 1000 a
- 1100 a – Dauer des Bestehens des Römischen Reiches (ohne Byzantinisches Reich)
- 2200 a – Dauer des Bestehens des Römischen Reiches einschließlich des Byzantinischen Reiches
- 3800 a – ältester Mammutbaum
- 4600 a – Alter der Cheops-Pyramide
- 5730 a – Halbwertszeit des Isotops Kohlenstoff-14 (Radiokarbonmethode)
- 11.500 a – geschätzte Umlaufzeit des transneptunischen Objektes Sedna um die Sonne
- 25.800 a – Präzessionsperiode der Erdachse (Platonisches Jahr)
- 40.000 a – Alter der ältesten bekannten Höhlenmalereien (in der El-Castillo-Höhle)
- 200.000 a – Alter der Spezies Homo sapiens

## Jahrmillionen
1 Jahrmillion = 1.000.000 a = 1 Ma = 106 a
- 4 Mio. a – geschätzte durchschnittliche Lebenszeit einer Spezies
- 230 Mio. a – Umlaufzeit des Sonnensystems um das galaktische Zentrum der Milchstraße (Galaktisches Jahr)
- 420 Mio. a – Alter der luftatmenden Wirbeltiere auf der Erde
- 700 Mio. a – Halbwertszeit des Isotops Uran-235 (verwendet für Kernspaltung)

## Jahrmilliarden
1 Jahrmilliarde = 1000.000.000 a = 1 Ga = 109 a
- 1.5e9 a – erste Eukaryoten (Zellen mit Zellkern)
- 3,5–4.1e9 a – Alter des Lebens auf der Erde
- 3.8e9 a – Alter des Mare Imbrium auf dem Mond
- 4.5e9 a – Halbwertszeit des Isotops Uran-238
- 4.5e9 a – Alter der Erde
- 4.6e9 a – Alter der Sonne
- 10e9 a – Zeit, die ein G2-Stern (wie etwa die Sonne) auf der Hauptreihe verbringt, bevor er zum Roten Riesen wird
- 13.8e9 a – Alter des Universums nach dem Standardmodell der Kosmologie (siehe auch Urknall)

## Billionen Jahre und mehr
1 Billion Jahre = 1000.000.000.000 a = 1012 a
- 10e12 a – Lebensdauer der kleinsten roten Zwerge
- 7.2e24 a – Halbwertszeit des Nuklids Tellur-128 (Höchste gemessene Halbwertszeit eines Atomkerns)
- 1069 a – typische Lebensdauer stellarer Schwarzer Löcher
- 10106 a – Lebensdauer des größten bekannten Schwarzen Lochs